# Wiera Rudakowa
Wiera Rudakowa (ros. Вера Викторовна Рудакова; ur. 20 marca 1992) – rosyjska lekkoatletka specjalizująca się w biegu na 400 metrów przez płotki.
Złota medalistka mistrzostw świata juniorów młodszych z 2009 roku. W 2010 po dyskwalifikacji za doping Ukrainki Kaciaryny Artiuch to Rosjance przyznano tytuł mistrzyni świata juniorek (podczas tej imprezy była także członkinią rosyjskiej sztafecie 4 × 400 metrów, która uplasowała się na szóstej lokacie). Zwyciężczyni mistrzostw Europy juniorów w Tallinnie (2011). Młodzieżowa mistrzyni Europy z Tampere (2013). W 2014 zajęła 6. miejsce na europejskim czempionacie w Zurychu. Reprezentantka kraju na drużynowych mistrzostwach Europy.
Rekord życiowy: 54,48 (21 lipca 2016, Żukowskij).

## Osiągnięcia
| Rok  | Impreza                                 | Miejsce          | Lokata     | Wynik | Reprezentacja |
| ---- | --------------------------------------- | ---------------- | ---------- | ----- | ------------- |
| 2009 | Mistrzostwa świata juniorów młodszych   | Tyrol Południowy | 1. miejsce | 57,83 | RUS           |
| 2009 | Olimpijski festiwal młodzieży Europy    | Tampere          | 1. miejsce | 58,01 | RUS           |
| 2010 | Mistrzostwa świata juniorów             | Moncton          | 1. miejsce | 57,16 | RUS           |
| 2011 | Mistrzostwa Europy juniorów             | Tallinn          | 1. miejsce | 57,24 | RUS           |
| 2013 | Superliga drużynowych mistrzostw Europy | Gateshead        | 3. miejsce | 56,20 | RUS           |
| 2013 | Młodzieżowe mistrzostwa Europy          | Tampere          | 1. miejsce | 55,92 | RUS           |
| 2014 | Mistrzostwa Europy                      | Zurych           | 6. miejsce | 56,22 | RUS           |
| 2015 | Superliga drużynowych mistrzostw Europy | Czeboksary       | 4. miejsce | 55,83 | RUS           |
| 2015 | Mistrzostwa świata                      | Pekin            | półfinał   | 56,41 | RUS           |
| 2018 | Mistrzostwa Europy                      | Berlin           | 6. miejsce | 55,89 | ANA           |
| 2019 | Mistrzostwa świata                      | Doha             | półfinał   | 55,57 | ANA           |
| 2019 | Światowe wojskowe igrzyska sportowe     | Wuhan            | 3. miejsce | 55,66 | RUS           |